# خانه مطبوعات و رسانه های استان البرز
خانه مطبوعات و رسانه‌های استان البرز یک نهاد صنفی و غیرانتفاعی در استان البرز ایران است که به منظور حمایت، سازماندهی و ارتقاء فعالیت‌های رسانه‌ای در سطح استان فعالیت می‌کند. این نهاد زیر نظر اداره کل فرهنگ و ارشاد اسلامی استان البرز فعالیت دارد و تلاش می‌کند نقش واسطه‌ای میان فعالان رسانه‌ای و نهادهای دولتی ایفا کند.

## تاریخچه
پس از تأسیس استان البرز در سال 1389، نیاز به ایجاد نهادی مستقل برای ساماندهی فعالیت‌های رسانه‌ای در استان احساس شد. خانه مطبوعات البرز در ادامه سیاست‌های وزارت فرهنگ و ارشاد اسلامی در حمایت از رسانه‌های استانی شکل گرفت. نخستین انتخابات هیئت مدیره خانه مطبوعات البرز در اوایل دهه ۱۳۹۰ برگزار شد.

## ساختار
ساختار خانه مطبوعات البرز متشکل از:
- هیئت مدیره منتخب اصحاب رسانه
- بازرس قانونی
- کمیته‌های تخصصی (آموزش، رفاه، حقوقی و...)

عضویت در این نهاد برای کلیه فعالان رسانه‌ای که مجوز رسمی از وزارت فرهنگ و ارشاد اسلامی دارند، امکان‌پذیر است.

## اهداف
- ارتقاء سطح دانش و مهارت‌های حرفه‌ای روزنامه‌نگاران
- حمایت صنفی از حقوق رسانه‌ها و خبرنگاران[۵]
- هماهنگی با نهادهای رسمی جهت تسهیل فعالیت‌های رسانه‌ای
- ترویج اخلاق حرفه‌ای در رسانه‌ها
- برگزاری جشنواره‌ها و رویدادهای رسانه‌ای

## فعالیت‌ها
- برگزاری جشنواره مطبوعات استان البرز که تا سال 1404 هشت دوره آن برگزار شده‌است.[۶][۷]
- مشارکت در دیجیتالی‌سازی فرآیندهای صدور و تمدید مجوزهای رسانه‌ای.[۸][۹][۱۰]
- برگزاری دوره‌های آموزشی در حوزه سواد رسانه‌ای، اخلاق حرفه‌ای و مدیریت رسانه.[۱۱][۱۲][۱۳][۱۴]
- گرامیداشت مناسبت‌هایی همچون روز خبرنگار و روز ارتباطات.

## همکاری‌ها
خانه مطبوعات و رسانه های استان البرز با اداره کل فرهنگ و ارشاد اسلامی استان البرز، استانداری البرز، شهرداری کرج، شورای شهر و رسانه‌های ملی در حوزه‌های مختلف همکاری دارد. این همکاری‌ها در جهت بهبود زیرساخت‌های رسانه‌ای و تقویت جایگاه صنفی خبرنگاران انجام می‌شود.

## مدیران
طبق آخرین انتخابات برگزار شده در سال 1402 اعضای هیات مدیره به صورت ذیل است.
- رضا عباس‌زاده – مدیرعامل و رئیس هیئت مدیره
- ولی ابراهیمی - نائب رئیس
- معصومه شالی ها - دبیر
- پردیس سلیمانی - خزانه دار
- معصومه امین زاده - عضو هیات مدیره
- مصطفی فراغت - عضو هیات مدیره
- دانیال ایل بیگی - عضو هیات مدیره
- سمیه بوربور - بازرس
- فرزانه سیداسحقی - بازرس
- محمود عزیزی – مسئول روابط عمومی[۱۷]